# 우주의학
우주의학(宇宙醫學, 영어: space medicine)은 우주 비행에서 인체에 발생할 수 있는 의학상의 문제들을 연구하는 학문이다.
우주선이 발사할 때와 회수할 때 발생하는 급격한 가속도·감속도와 궤도비행중의 무중력 상태, 우주 공간에서의 고온과 저온, 진공, 우주선·자외선 등 지상과는 전혀 다른 환경에서 인체의 기능, 조직, 심리가 받는 영향과 대책 등이 주제가 된다. 지상에 설치된 시설이나 항공기에 의한 모의실험, 우주 비행중의 검사가 주요 연구 수단이다.

## 같이 보기
- 혐기증(비행공포증)
- 멀미(motion sickness)